# Ґосцимін-Великий
Ґосцимін-Великий (пол. Gościmin Wielki) — село в Польщі, у гміні Нове Място Плонського повіту Мазовецького воєводства.
Населення — 183 особи (2011).
У 1975-1998 роках село належало до Цехановського воєводства.

## Демографія
Демографічна структура станом на 31 березня 2011 року:
|          | Загалом | Допрацездатний вік | Працездатний вік | Постпрацездатний вік |
| -------- | ------- | ------------------ | ---------------- | -------------------- |
| Чоловіки | 85      | 17                 | 64               | 4                    |
| Жінки    | 98      | 20                 | 53               | 25                   |
| Разом    | 183     | 37                 | 117              | 29                   |